# Scottomyzon
Scottomyzon är ett släkte av kräftdjur som beskrevs av Giesbrecht 1897. Scottomyzon ingår i familjen Asterocheridae.
Släktet innehåller bara arten Scottomyzon gibberum.